# Ole Geisler
Ole Christian Tvede Geisler (født 20. marts 1913, død 4. oktober 1948) var en dansk modstandsmand og SOE-agent.
Han ville oprindeligt være ingeniør, men afbrød sine studier i 1935 og tog hyre som messedreng. Han blev også kaldet "Lange Aksel".
Under 2. verdenskrig var han kaptajn i Special Operations Executive (SOE) som faldskærmsagent. Med Mogens Hammer som leder var de de eneste SOE-folk i Danmark på den tid. Han fik hurtigt kontakt med Hvidstengruppen og Flemming Juncker. I hele perioden 1943-45 var Geisler i nær kontakt med SOE-lederne i Danmark, først Flemming B. Muus og senere Ole Lippmann. For sin indsats i modstandskampen fik Ole Geisler ordenen "D.S.O." – Distinguished Service Order.
Geisler døde i Sydafrika få år efter besættelsen, som havde tæret på helbredet.